# Al-Bayan al-Mughrib

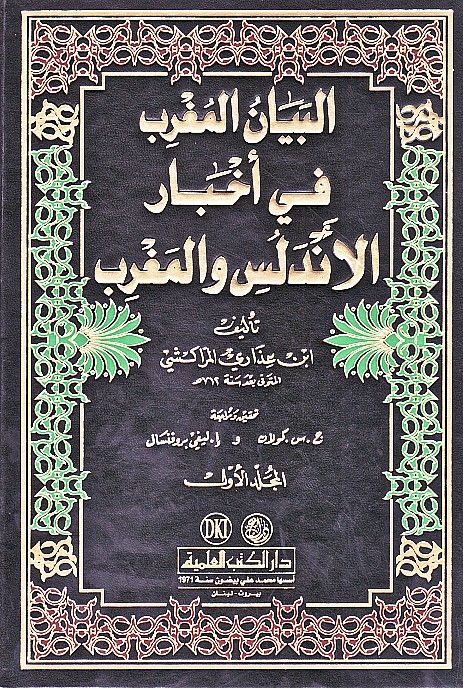
Albayan almogharib alandalos

Kitāb al-bayān al-mughrib fī ākhbār mulūk al-andalus wa'l-maghrib (Livre de l'histoire extraordinaire des rois d'Al-Andalus et du Maghreb) est un important texte médiéval de l'histoire du Maghreb et de l'Ibérie musulmane écrit en arabe à Marrakech par Ibn Idhari en 1312. Il est considéré par les chercheurs modernes comme un document unique contenant des informations inédites ou tirés de travaux plus anciens et disparus aujourd'hui. Le texte est connu sous sa forme abrégée al-Bayān al-Mughrib (L'histoire extraordinaire, en arabe البيان المغرب). L'auteur l'a lui-même divisé en trois parties : 
- histoire du Maghreb de l'arrivée de l'islam jusqu'au XIIe siècle ;
- histoire d'Al-Andalus durant la même période ;
- histoire des Almoravides et des Almohades.

Les deux premières parties étaient connues depuis longtemps, seule la troisième (Histoire des Almoravides et des Almohades) est resté inconnue jusqu'au XXe siècle. Cette partie toujours incomplète à cause de plusieurs feuilles disparues (y compris la première et la dernière). Toutefois, les fragments disponibles restent exploitables.
Les deux premières parties du texte ont été publiées au XIXe siècle par Dozy, une seconde édition est publiée en 1948 par Colin et Lévi-Provençal. Les éditions Beirut publient en 1983 les trois parties.

## Sources
- (en) Cet article est partiellement ou en totalité issu de l’article de Wikipédia en anglais intitulé « Al-Bayan al-Mughrib » (voir la liste des auteurs).